# Вязники (Ставропольский край)
Вя́зники — хутор в Шпаковском муниципальном округе Ставропольского края России.

## География
Расстояние до краевого центра 8 км, до центра округа 5 км.

## История
По сведениям краеведа Н. Г. Завгороднего, хутор Вязники основан в 1924 году крестьянами-переселенцами из села Михайловского:12—13.

В эпоху новой экономической политики (НЭП) возникли новые хутора — отрубы. Такой отруб — хутор Вязники — возник в селе Михайловском, согласно земельному кодексу от 30 октября 1922 года. В отруб переселились из села в основном зажиточные крестьяне и крестьяне-середняки, которые имели хозяйство и были трудолюбивы. Поселянам было отмежевано 840 десятин земли к западу от железнодорожной ветки Ставрополь — Палагиада у села Михайловского. В отдельных местах отмежеванной земли буйно произрастал кустарник под названием вяз, из которого крестьяне изготовляли метлы для уборки дворов и улиц. Землеустроители дали этому хутору название «Вязники».— Завгородний Н. Г. Справочник по истории создания улиц и переулков с. Шпаковского (Михайловского):12
До 16 марта 2020 года хутор Вязники входил в Верхнерусский сельсовет.

## Население
| 1925 | 1989 | 2002 | 2010 | 2013 | 2014 |
| ---- | ---- | ---- | ---- | ---- | ---- |
| 152  | ↗343 | ↗432 | ↗477 | →477 | ↗500 |

По данным переписи 2002 года, 90 % населения — русские.